# Biserica „Sfântul Nicolae” din Molești
Biserica „Sf. Nicolae” este o biserică amplasată în Molești, raionul Ialoveni, Republica Moldova. Este un monument arhitectural de importanță națională inclus în Registrul monumentelor Republicii Moldova ocrotite de stat cu nr. 749 (raionul Ialoveni). Datează din 1894.